# Kuczków (Sainte-Croix)
Pour les articles homonymes, voir Kuczków.
Kuczków est une localité polonaise de la gmina de Secemin, située dans le powiat de Włoszczowa en voïvodie de Sainte-Croix.